# بزي (مغني)
أندرو بزّي (ولد في 28 أغسطس 1997)، معروف مهنياً باسم بزي  أو Bazzi، هو مغني وكاتب أغاني أميركي من أصل لبناني. اكتسبت أغنيته «ماين» (Mine)، التي صدرت في أكتوبر 2017، شعبية في أوائل عام 2018 عندما أصبحت ميم إنترنت من خلال استخدام فلتر عدسة سناب شات مع الأغنية. وصلت إلى ذروتها في المركز 11 على قائمة بيلبورد هوت 100 الأميركية وظهرت على العديد من المخططات الدولية الأخرى. أصدر ألبومه الأول «كوزميك» في عام 2018.

## النشأة وتعليمة
ولد بزي في 28 أغسطس 1997 في ديربورن، ميشيغان. تعلم العزف على العود والقيثارة في طفولتة. في 2012 بدأ تحميل مقاطع له وهو يغني على قناته في يوتيوب. في نوفمبر 2014، إنتقل للعيش في لوس أنجلوس لمتابعة مهنة الموسيقى. أنهى المرحلة الثانوية في مدرسة سانتا مونيكا الثانوية ‏ في 2015. هو من أصل لباني أمريكي.

## الفيديوهات الموسيقية
| السنة | العنوان     | إخراج          | Ref.   |
| ----- | ----------- | -------------- | ------ |
| 2018  | "Mine"      | بنيامين كوتسكو | [ 8 ]  |
| 2018  | "Honest"    | ميغي           | [ 9 ]  |
| 2018  | "Myself"    | دانييل هنري    | [ 10 ] |
| 2018  | "Beautiful" | شريف حجازي     | [ 11 ] |

## الجوائز والترشيحات
| السنة | الجائزة                                  | الفئة          | الترشيح | النتيجة     | Ref.   |
| ----- | ---------------------------------------- | -------------- | ------- | ----------- | ------ |
| 2018  | جوائز إم تي في الأغاني المصورة لسنة 2018 | أفضل فنان جديد | بنفسه   | في الانتظار | [ 12 ] |

## وصلات خارجية
- بازي على موقع IMDb (الإنجليزية)
- بازي على موقع ميوزك برينز (الإنجليزية)
- بازي على موقع أول ميوزيك (الإنجليزية)
- بازي على موقع ديسكوغز (الإنجليزية)
- بازي على موقع ديسكوغز (الإنجليزية)
- Official website
- Bazzi على ساوند كلاود